# Vườn quốc gia Bhitarkanika
Vườn quốc gia Bhitarkanika là một vườn quốc gia nằm ở huyện Kendrapara, bang Odisha, miền đông Ấn Độ. Vùng lõi có diện tích 145 km² là Khu bảo tồn thiên nhiên Bhitarkanika, trong khi khu vực trải dài 672 km² được chỉ định là vườn quốc gia từ ngày 16 tháng 9 năm 1998. Nơi đây cũng được công nhận là Vùng đất ngập nước có tầm quan trọng quốc tế theo Công ước Ramsar vào ngày 19 tháng 8 năm 2002.
Vườn quốc gia được bao quanh bởi Khu bảo tồn Động vật hoang dã Bhitarkanika. Vùng bãi biển và Khu bảo tồn biển Gahirmatha nằm về phía đông và phân chia khu vực đầm lầy với những tán rừng ngập mặn bên bờ vịnh Bengal. Do đó trở thành một khu vực phụ cận mang tính đa dạng sinh học.
Vườn quốc gia nổi tiếng về hệ động thực vật với một số loài nguy cấp và cực kỳ nguy cấp như Cá sấu nước mặn, cá sấu trắng, Trăn đất, Rắn hổ mang chúa, Cò quăm đen Ấn Độ, Chim cổ rắn và rất nhiều các loài động thực vật khác.
Được thành lập vào năm 1998 trên khu vực chính của Khu bảo tồn động vật hoang dã Bhitarkanika thành lập từ năm 1975, khu bảo tồn này là hệ sinh thái rừng ngập mặn lớn thứ hai ở Ấn Độ. Khu bảo tồn động vật hoang dã và vườn quốc gia bị ngập bởi một số con sông bao gồm Brahmani, Baitarni, Dhamra, Pathsala.

## Động thực vật

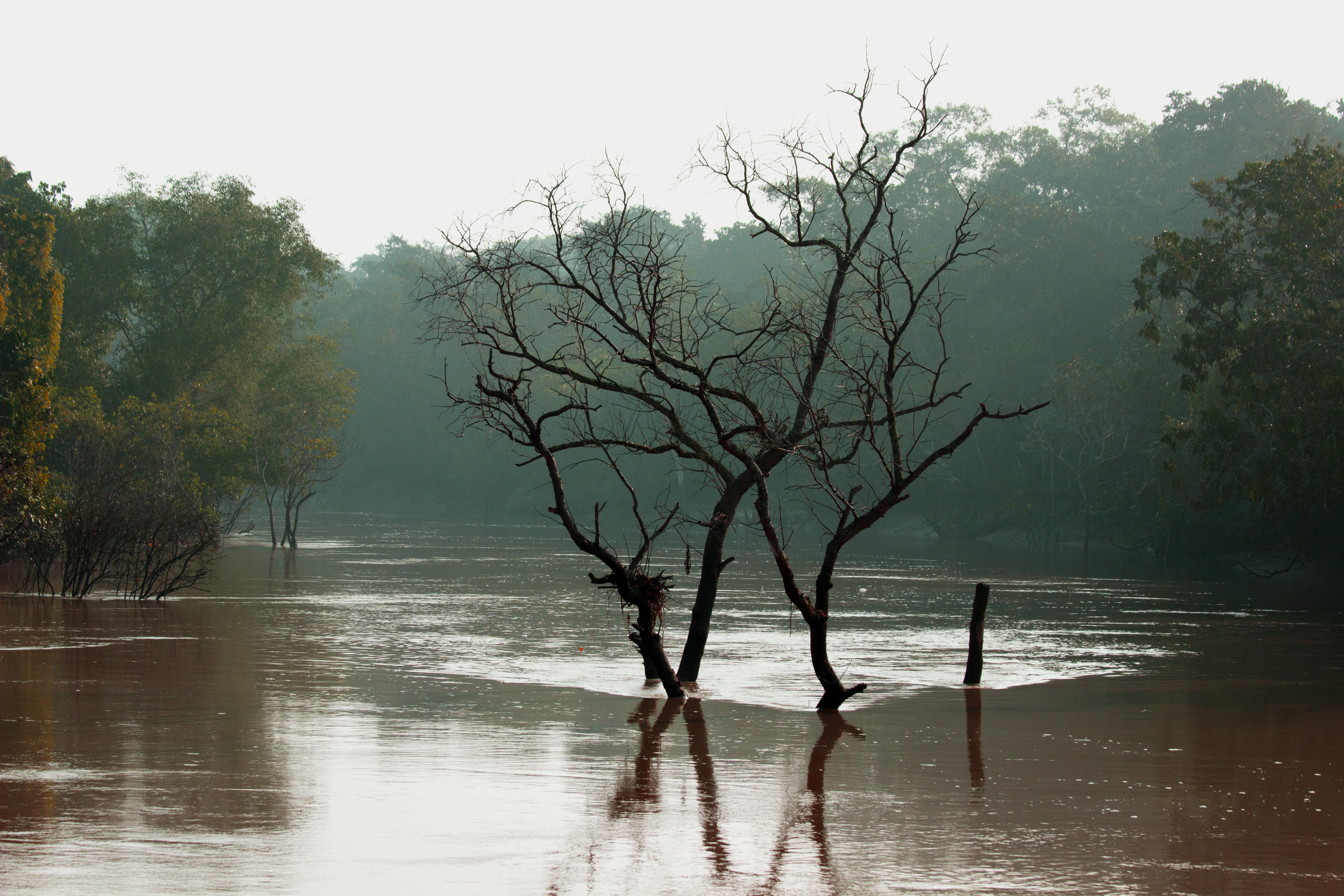
Vườn quốc gia Bhitarkanika.

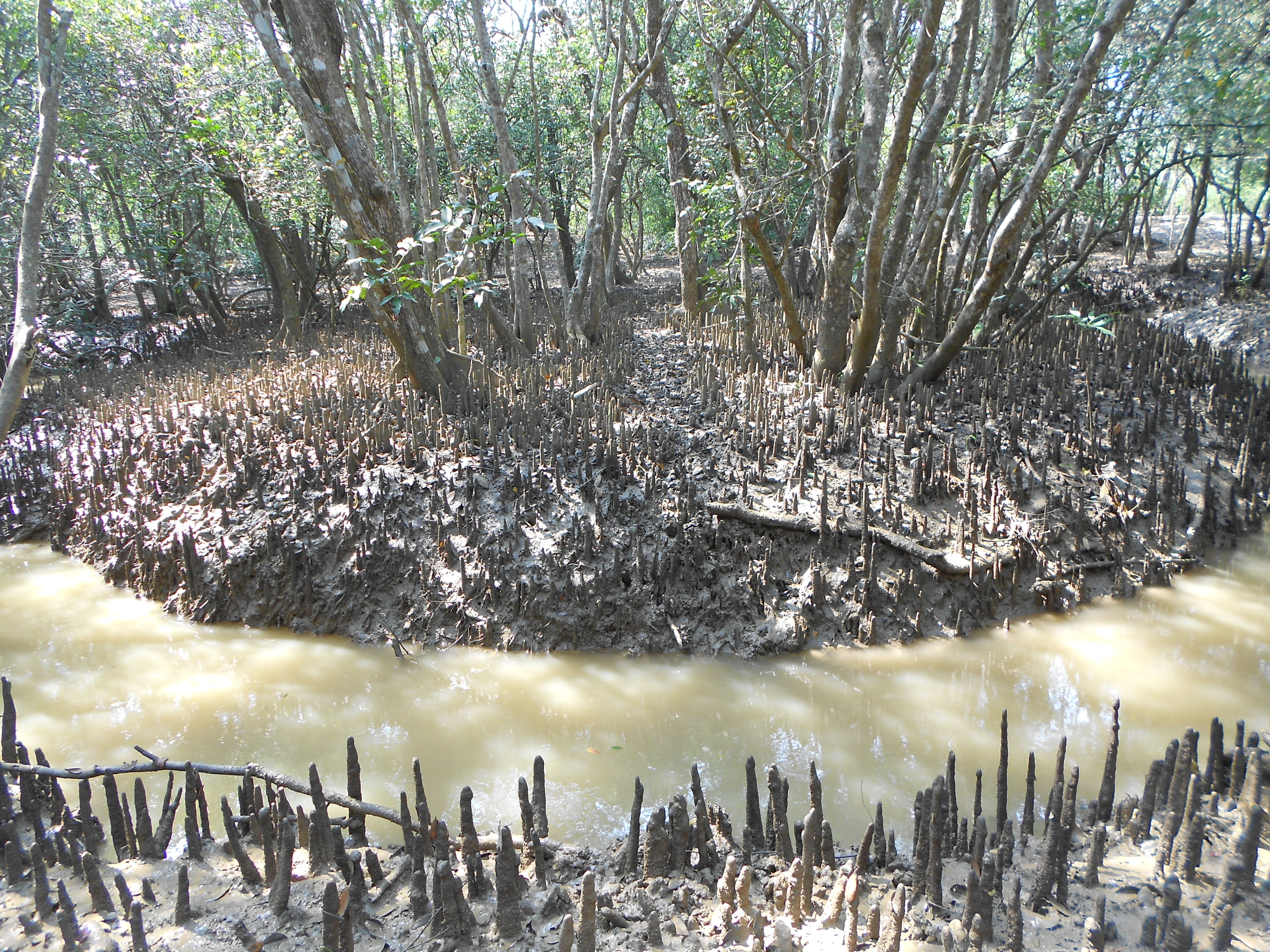
Rừng ngập mặn tại vườn quốc gia.

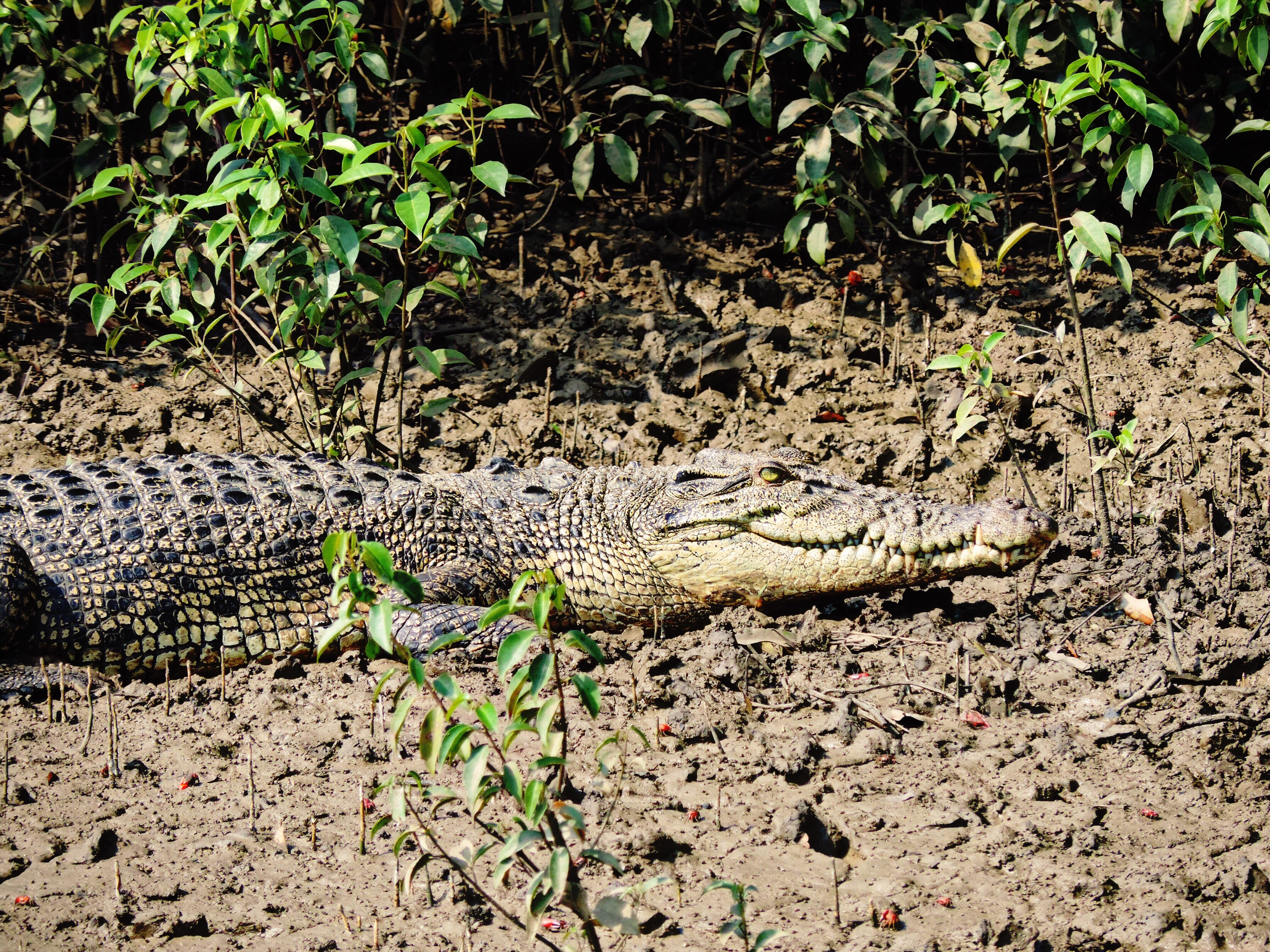
Cá sấu nước mặn tại Bhitarkanika.

Hệ thực vật ở đây chủ yếu là các loài cây ngập mặn bao gồm Heritiera fomes, Thespesia populnea, Casuarina và nhiều loài khác. Trong khi động vật đa dạng bao gồm các loài bò sát như cá sấu nước mặn, cá sấu trắng, trăn đất, Rắn hổ mang chúa, Kỳ đà hoa. Trên bãi biển Gahirmatha và các bãi biển gần đó là sự có mặt của Vích thường xuyên làm tổ và đẻ trứng tại đây. Một số loài động vật khác có mặt tại vườn quốc gia bao gồm Hươu đốm, chim cổ rắn, Cò quăm đen Ấn Độ, Lợn rừng, Khỉ nâu mặt đỏ. Bhitarkanika là một trong những nơi có quần thể cá sấu nước ngọt có nguy cơ tuyệt chủng cao nhất Ấn Độ và đặc biệt trên toàn cầu khi 10% cá thể trưởng thành có độ dài trên 6 mét. Ngoài ra, 1671 cá thể cá sấu nước mặn sống tại các con sông và lạch. Có khoảng 3.000 cá sấu nước mặn được sinh ra trong mùa sinh sản và làm tổ năm 2014.
Năm 2006, Sách Kỷ lục Guinness đã chấp nhận tuyên bố về một cá thể cá sấu nước mặn dài 7,1 mét và nặng 2.000 kg sống tại Vườn quốc gia Bhitarkanika. Do sự khó khăn trong việc bắt cũng như đo lường trọng lượng của cá sấu sống là rất lớn nên tính chính xác của nó vẫn chưa được xác minh. Đây là kết quả của quá trình quan sát và ước lượng được thực hiện bởi cán bộ vườn quốc gia được thực hiện trong 10 năm (từ 2006 đến 2016). Tuy nhiên, bất kể kỹ năng đó đến đâu cũng không thể so sánh với phép đo được xác minh, đặc biệt là sự xem xét này mang tính chất không chắc chắn vốn có trong ước lượng kích thước bằng thị giác trong thế giới động vật hoang dã. Theo báo cáo của vườn quốc gia năm 2006, tại đây có 203 cá thể cá sấu nước mặn trưởng thành, trong đó có 16 con đo được trên 4,9 mét; năm con từ 5,5 đến 6,1 mét và ba con trên 6,1 mét. Cùng với một mấu vật về bộ xương của một cá sấu dài 6 mét đã chết cách đó hơn 1 năm cho thấy chiều dài của cá sấu nước mặn ở đây là đáng kể, vì những con cá sấu nước mặn dài trên 5 mét được coi là hiếm. điều đó minh chứng cho việc Bhitarkanika là môi trường sống thích hợp của các cá thể cá sấu lớn. Điều này còn được thể hiện qua việc báo cáo chính thức gần đây của vườn quốc gia cho thấy số lượng cá sấu trưởng thành tăng lên 308 cá thể chứng tỏ về sự gia tăng đều đặn hàng năm của chúng. Trong tương lai, nếu những nỗ lực bảo tồn thành công, những cá thể lớn này có thể phổ biến hơn.
Theo khảo sát năm 2014, vườn quốc gia có 1872 con nai, 1213 cá thể lợn rừng, 1522 cá thể khỉ cùng nhiều loài động vật có vú khác như chó rừng, Voọc xám, Rái cá, Mèo rừng, Cáo, Cầy lỏn, Chó sói, Mèo cá, Linh cẩu. Nơi đây là vùng chim vô cùng đa dạng với 320 loài, trong đó có 8 loài Bói cá. Những loài nổi tiếng ở đây phải kể tới Cò nhạn, Cốc, Chim cổ rắn, Cò quăm đen Ấn Độ và Diệc. Hàng năm, nơi đây có 120.000 cá thể chim di trú từ nước ngoài và 80.000 cá thể chim di trú từ các vùng khác của Ấn Độ tới đây tránh đông và sinh sản.

## Rừng ngập mặn
Bhitarkanika là một trong những khu vực có hệ sinh thái xanh tốt và giàu có nằm trong khu vực cửa sông Brahmani-Baitarani ở góc Đông Bắc của huyện Kendrapara, bang Odisha. Khu vực này có hệ thống giao thông bằng mạng lưới các con lạch đổ ra Vịnh Bengal ở phía đông. Đây là hệ sinh thái rừng ngập mặn lớn thứ hai của Ấn Độ với diện tích 672 km², chỉ sau Sundarban. Rừng ngập mặn và đất ngập nước là nhà và nơi sinh sản của hơn 215 loài chim, bao gồm cả các loài di trú tránh đông từ Trung Á và châu Âu. Những con cá sấu nước mặn khổng lồ và nhiều động vật hoang dã khác sống trong hệ sinh thái này khiến Bhitarkanika trở thành một trong những khu bảo tồn động vật hoang dã đẹp và ấn tượng nhất Châu Á.
Khu vực vườn quốc gia có diện tích 145 km² được tuyên bố là Vườn quốc gia Bhitarkanika vào ngày 16 tháng 9 năm 1998 bởi Cục Lâm nghiệp và Môi trường, Chính phủ Odisha. Nó có ý nghĩa quan trọng đối với sinh thái, địa mạo và sinh học bao gồm các cánh rừng ngập mặn, hệ thống sông ngòi, lạch, cửa sông, đất bồi và bãi bùn. Vườn quốc gia Bhitarkanika là khu vực lõi của Khu bảo tồn Bhitarkanika.
Khu bảo tồn động vật hoang dã Bhitarkanika được thành lập vào ngày 22 tháng 04 năm 1975 với diện tích 672 km vuông. Khu vực bao gồm các con sông uốn khúc, hệ thống sông ngòi, rừng ngập mặn, vô số các con lạch tạo thành nơi trú ẩn cuối cùng cho loài cá sấu nước mặn (Crocodile Porosus) đang bị đe dọa trên toàn cầu. Ngoài cá sấu, Khu bảo tồn còn có nhiều loài động vật ăn cỏ, động vật có vú và bò sát khác. Rừng ngập mặn là nơi trú ẩn tốt cho Rắn hổ mang chúa, Trăn đất và Kỳ đà hoa. Một số lượng lớn chim mặt nước có mặt tại khu rừng Bagagahan có diện tích khoảng 4 ha nằm ở Bhitarkanika, gần suối Suajore trong khoảng thời gian từ tháng 6 đến 10. Hầu hết các loài chim là đến từ các vùng khác của châu Á bao gồm Diệc. Cò quăm đen Ấn Độ, Cốc, Chim cổ rắn.v..v.

## Tham quan
Vườn quốc gia là nơi tốt để ngắm nhìn loài cá sấu nước mặn cùng Rắn hổ mang chúa, Kỳ đà hoa. Những con hươu hoang dã và lợn rừng rất phổ biến tại vườn quốc gia và có thể được tìm thấy tại nhiều nơi dọc các con sông và lạch. Hoạt động đi thuyền từ Khola đến Dangmal rất phổ biến khi Khola là một trong những cửa ngõ vào vườn quốc gia. Đây là một con lạch nhân tạo đi qua những cánh rừng ngập mặn dày đặc, cung cấp cái nhìn tổng quan về hệ sinh thái và sự giàu có của hệ động thực vật. Thời gian tốt nhất để đi thuyền là vào lúc bình minh hoặc hoàng hôn.
Bhitarkanika có một quá khứ lịch sử và văn hóa phong phú. Nó từng là cơ sở săn bắn của vua Kanika. Các tháp săn bắn và hố nước nhân tạo có thể được nhìn thấy tại nhiều nơi cùng với con đường mòn Bhitarkanika tại Dangmal. Tại đây còn có một số ngôi đền Hindu thời Trung cổ nằm rải rác nhưng điểm thu hút chính vẫn là hệ động thực vật nơi đây.
Việc tham quan được thực hiện bởi tàu thuyền được cấp phép bởi Sở Lâm nghiệp. Lối vào chính là từ Khola, mặc dù có một cổng khác có thể vào được là Gupti. Du lịch gần như không tồn tại ở nơi đây cho đến khoảng thời gian gần đây. Chính phủ Odisha cho thấy sự thiếu mạnh mẽ trong việc quảng bá du lịch nhưng du lịch Odisha hiển thị Bhitarkanika như là một điểm đến của du lịch sinh thái, nơi du khách có thể thấy nhiều loài động vật và chim.